# René du Louët
Pour les articles homonymes, voir Louët.
René du Louët de Coëtjunval, né le 21 octobre 1584 à Loperhet (Finistère) et mort le 18 février 1668, connu aussi sous le nom d’abbé de Kerguilliau, est un ecclésiastique français, évêque de Cornouaille.

## Biographie

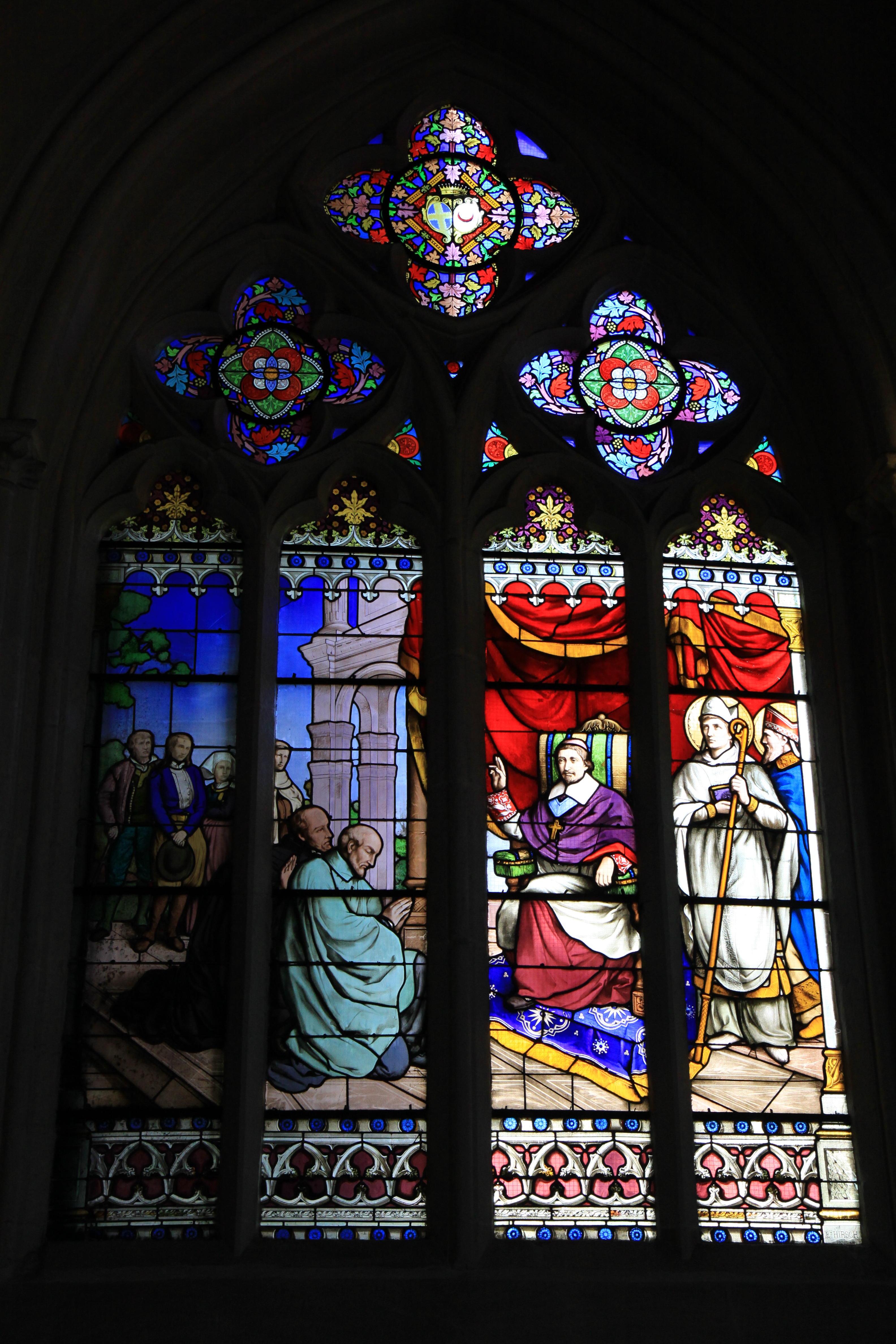
Michel Le Nobletz présentant Julien Maunoir à René du Louët - vitrail de la cathédrale Saint-Corentin de Quimper.

Fils de messire Jean du Louët, seigneur de Coëtjunval en Ploudaniel, de Keranhoat en Loperhet, de Kerguisiau en Bohars et de Marie de Brezal, René du Louët est né en 1584 au manoir de Keranch'oat en Loperhet de Kerrom au Minihy-Tréguier et de Quijac en Lambézellec.
Il commence ses études au collège de Nantes et obtient sa licence in utroque jure peut-être à Angers. Il est tout d'abord chanoine du diocèse de Léon en 1606 puis chantre deux ans plus tard. Ordonné prêtre en 1610. Il sert les évêques Roland de Neufville et René de Rieux comme « promoteur ». Après la déposition de Rieux en 1635, il administre le diocèse comme vicaire général et official jusqu'à l'accession à l'épiscopat de Robert Cupif en 1640. Le 23 décembre 1640, il est alors nommé évêque de Cornouaille par le roi Louis XIII. Il est consacré à Paris le 1er février 1643 par Alain de Solminihac, évêque de Cahors. Bien que l'évêque de Saint-Malo l'ait recommandé pour le siège de Saint-Pol de Léon, le roi souhaitait apaiser la situation dans le diocèse de Léon en permettant une éventuelle réintégration de Rieux. René du Louët prêche en français et en breton et il est un candidat idéal pour un diocèse bretonnant. De plus en contact étroit avec le père Joseph, il fonde un couvent de Filles du Calvaire à Quimper dès 1634.
Le 27 février 1651, François de Visdelou devient son coadjuteur et est nommé évêque titulaire de Madaure. Après la promotion épiscopale de François de Visdelou qui devient évêque de Léon, François de Coëtlogon devient à son tour son coadjuteur le 1er mars 1666 et comme son prédécesseur pourvu du siège de Madaure. Il lui succède sur le siège épiscopal de Cornouaille deux ans plus tard.
En 1652, il participe à la fondation du couvent des Ursulines de Quimperlé sur son initiative personnelle. En 1654, son nom figure sur la plaque du dépôt de fondation du couvent des Capucins de Quimperlé à côté de celui de Charles de La Porte (1602-1664), gouverneur de Bretagne, et du roi Louis XIV.

« Sa jeunesse fut studieuse et pure. Ses vertus respectées à Saint-Pol-de-Léon, où il était grand-chantre, le rendirent l'appui et le consolateur des âmes éprouvées par la calomnie : Marie-Amice Picard et Michel Le Nobletz n'eurent point d'autre protecteur pendant les persécutions étranges qu'éprouva leur admirable vertu  — dit de lui une hagiographie — ».

Figure exemplaire de la Contre-Réforme, sa charité, son bon sens, la grande simplicité de son mode de vie lui valent une réputation de quasi-sainteté comme l'écrit son hagiographe :

« Pendant 26 ans d'épiscopat, il ne quitta son diocèse que pour des affaires ecclésiastiques d'une haute importance. Profondément humble et pieux, il remplissait tous ses devoirs avec une simplicité apostolique ; afin de mieux ranimer la foi et la piété de son troupeau, il prit en main le bâton de voyageur avec la houlette du pasteur. Il visita plusieurs fois à pied toutes les paroisses de son diocèse, même celles qui n'avaient pas vu d'évêques depuis 200 ans. Pour que sa visite ne fut pas une simple formalité, il la faisait suivant toutes les règles de l'Église, et il envoyait devant lui, dans chaque paroisse, les pères Maunoir et Bernard instruire les peuples, pour les préparer au sacrement de confirmation. Ce fut une époque de grâce et de renouvellement pour tout le diocèse. Le zèle de Mgr du Louët ne se démentit jamais : on le voyait souvent travailler dans les missions comme un simple prêtre ; et, connaissant par lui-même les besoins urgents des fidèles, il employait toute l'autorité de sa charge et celle de son exemple pour exciter le zèle des pasteurs à triompher de l'excessive ignorance de leurs ouailles ».

## Publication
- (la) Statuta synodalia dioecesis Corisopitensis seu Cornubiensis, authoritate… Renati du Louet, dictae dioecesis… episcopi…, de consilio venerabilis capituli insignis Ecclesiae Cathedralis Corisopitensis, in lucem edita (Statuts synodaux), Corisopiti (Quimper), ex typ. J. Hardouyn, 1657, in-8o (OCLC 493440611, SUDOC 100407412, présentation en ligne).

### Articles externes
- Ressource relative à la religion :   - Catholic Hierarchy
- Notices d'autorité :   - VIAF
  - IdRef